# Clanzschwitz (Liebschützberg)
Clanzschwitz ist ein Ortsteil der Gemeinde Liebschützberg im Landkreis Nordsachsen in Sachsen.

## Geografie und Verkehrsanbindung
Der Ort liegt nordöstlich von Oschatz und westlich von Strehla an der Kreisstraße K 8931. Östlich fließt die Elbe. Nordöstlich vom Ort erhebt sich der 185 m hohe Große Steinberg und südwestlich der 172 m hohe Sandberg. Südlich verläuft die B 6 und östlich die B 182.

## Kulturdenkmale
In der Liste der Kulturdenkmale in Liebschützberg sind für Clanzschwitz fünf Kulturdenkmale aufgeführt.